# Panflöjt

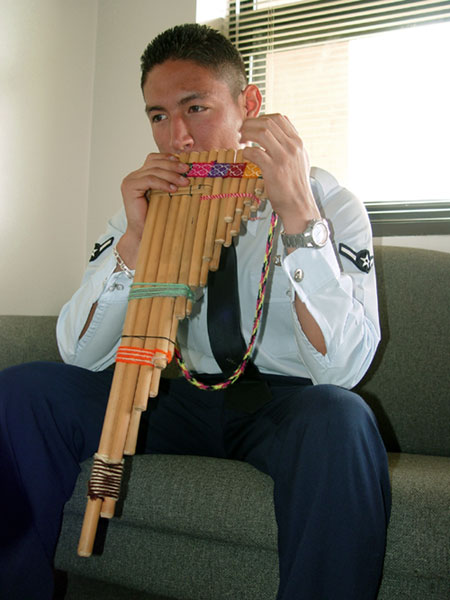
Zampoña är en form av panflöjt.

En panflöjt (grekiska syrinx) är en kantblåst flöjt med ett antal parallella rör (pipor) av olika längder. Flöjtisten pressar ner en luftström med munnen i övre änden av rören, som då avger en ton beroende på pipans längd. Nedre änden av röret är täckt.
Instrumentet är mycket gammalt och spelas av guden Pan i den grekiska mytologin. Panflöjten förekommer över hela världen i olika material och utformningar. Vanligaste materialet är bambu. 
Rumänska och sydamerikanska flöjtister har under senare årtionden rönt stora framgångar i västvärlden. I dag är instrumentet populärt inom etnopop. I Mozarts "Trollflöjten" spelar Papageno panflöjt.

## Panflöjt i Rumänien
Den rumänska panflöjten heter nai och spelas av bland annat Gheorghe Zamfir och Dana Dragomir. Gheorghe Zamfir spelar på utökade flöjter med upp till 30 rör och kan få ut 9 toner ur varje rör genom att använda embouchureteknik.

## Panflöjt i Mellanamerika
I Panama trakterar Cunaindianerna panflöjten kamu-purui.

## Panflöjt i Sydamerika
Panflöjten i Sydamerika, på spanska "zampoña" kommer ursprungligen från de andinska områdena runt Titicacasjön. Panflöjten är vanlig i andinsk folkmusik men spelas även i modernare popmusik. I trakterna kring Peru och Bolivia kallas panflöjten för "siku" eller "sicu". Det är vanligt att panflöjter av olika typer spelas av en panflöjtsorkester som kallas sicuris.
Panflöjterna har olika namn beroende på längd och därmed tonläge.
- Chuli
- Malta
- Zanka
- Toyo